# Zászlóshajó (haditengerészet)

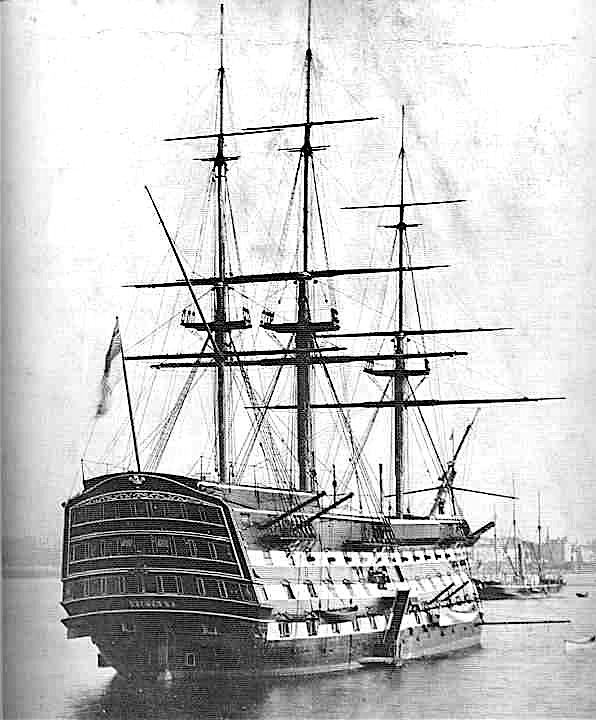
A HMS Victory zászlóshajó 1884-ben

A zászlóshajó a haditengerészetben azt a hajót jelöli, amelyen a flotta parancsnoka tartózkodik, és ahol a flottaparancsnoki zászló lobog. Általában a flotta legnagyobb hajója, például repülőgép-hordozó vagy csatahajó, de kisebb flottáknál cirkáló vagy romboló is lehet. Erre példa, hogy a midwayi csatában Nagumo admirális, miután addigi zászlóshajója, az Akagi repülőgép-hordozó elsüllyedt, átvitte flottaparancsnoki zászlóját a Nagara könnyűcirkálóra. A kínai flottának a közelmúltig is romboló volt a zászlóshajója, amikor is 1998-ban egy makaói fantomcégen keresztül megvásárolták Ukrajnától a volt szovjet Admiral Kuznyecov osztályú Liaoning, régi nevén Varjag repülőgép-hordozót.